# Алонсо, Уильям
Уильям Алонсо (англ. William Alonso, 29 января 1933, Буэнос-Айрес, Аргентина — 11 февраля 1999, Бостон, США) — американский экономист, автор модели Алонсо.

## Биография
Родился в Буэнос-Айресе, переехал в Соединенные Штаты в 1946 году во время режима Перона со своим отцом Амадо Алонсо, ведущим испанским филологом, который был тогда назначен в Гарвард.
В 1954 году получил степень бакалавра в области архитектуры в Гарварде, в 1956 году получил степень магистра в области городского планирования Гарвардского института государственного управления, в 1960 году докторскую степень по регионалистике в Университете Пенсильвании.
В 1960 - 1961 годах Алонсо работал директором и преподавателем в отделе регионального и городского планирования в Технологическом институте Бандунга в Индонезии.
В 1962 году работал приглашенным лектором в Центральном университете Венесуэлы.
C 1963 до 1965 годах работал директором Центра городских исследований Гарвардского университета.
Алонсо также работал в Йеле, Калифорнийском университете, Беркли и Стэнфорде.
В 1964 году издал работу «Местоположение и землепользование», в котором определил смоделированный подход к формированию земельной ренты в городской окружающей среде. Его модель стала одним из столпов экономики города.
В 1976 году стал директором Центра исследований населения Гарвардского университета.
В 1978 году стал профессором факультета общественного здравоохранения, а с 1983 по 1984 исполняющим обязанности председателя кафедры социологии факультета искусств и наук.
Алонсо был консультантом и советником многих учреждений, в том числе министерства торговли США, министерства сельского хозяйства США, министерства жилищного строительства и городского развития США, Всемирного банка, Фонда ООН в области народонаселения и Фонда Форда.
11 февраля 1999 в возрасте 66 лет Уильям умер.

## Основные идеи Алонсо

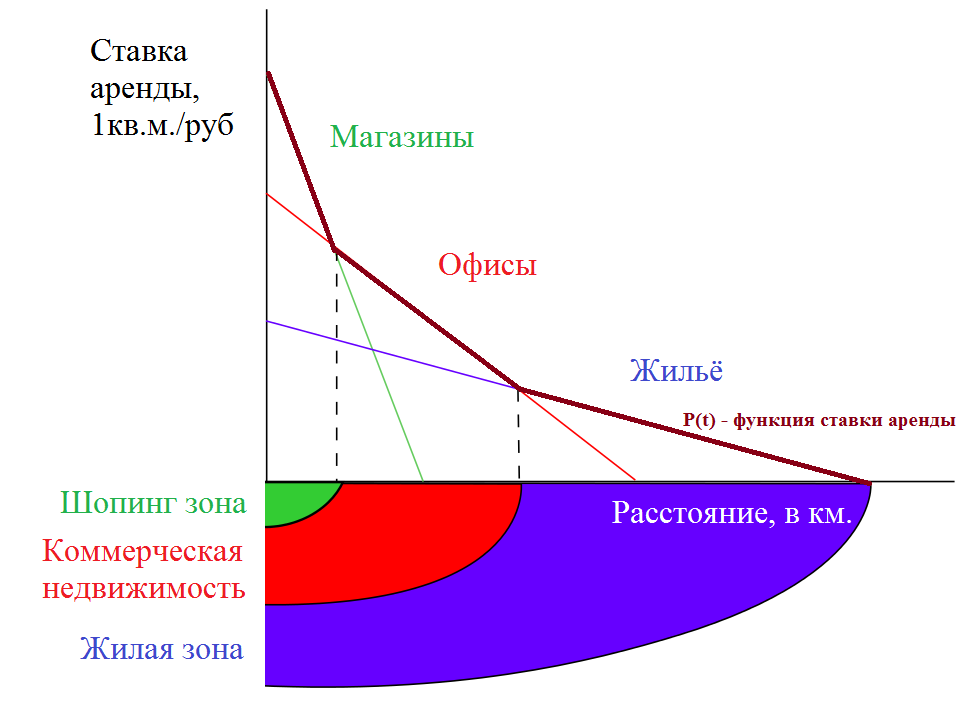
Модель Алонсо

Уильям Алонсо разработал модель земельного рынка в городе и его окрестностях (модель Алонсо) на основе модели Тюнена, адаптировав её к рынку городской земли (по аналогии с сельской). Город интерпретирован как «центральный деловой район», вокруг которого расселяются рабочие. В городе тоже идет конкуренция за землю между различными видами её применения: офисы, магазины, жилье. У фирм и домохозяйств (государство не включил в свою модель) есть свои функции ставки аренды, которые показывают готовность платить за расположение относительно центра города.
Цена на землю в городах сильно выросла после Второй мировой войны. Этот рост наблюдался в основном на периферии больших городов, тогда как в центре цена на землю либо выросла незначительно, либо вообще упала. Рост цен на периферии был связан с ростом спроса на загородные участки, где рост пригородов был назван субурбанизацией. При этом границы города расширялись, а средний градиент плотности населения снижался.
Алонсо предположил, что выезд населения за город был связан с двумя факторами — ростом доходов и улучшением транспортной инфраструктуры. Рост доходов в его модели вызывает рост спроса у населения на размер участка, а снижение транспортных издержек снижает стремление жить ближе к центру. Чтобы эти процессы были учтены в модели, Алонсо, первым среди современников, ввел в функции прибыли для компаний и в функции полезности для домохозяйств такие факторы, как размер участка и удаленность участка от центра.
Дальнейшее развитие этой модели привело к возникновению нового направления исследований — экономики города.